# Kotronou
Kotronou est une localité du nord-est de la Côte d'Ivoire, située dans la sous-préfécture de Kouassi-Datèkro, département de Koun-Fao, région du Gontougo, district du Zanzan. La localité de Kotronou est un chef-lieu de commune.
Au recensement de 2014, Kotronou compte 774 habitants.